# Tulli Papyrus
Tulli Papyrus là một tài liệu không được công nhận dưới hình thức một bảng kí tự tượng hình viết trên giấy cói được cho là có từ thời cai trị của Thutmosis III. Nó được cho là miêu tả về các vật thể bay không xác định (UFO) trong thời gian khi Thutmosis III đang cai trị Ai Cập cổ đại. Trong mô tả về các sự kiện, người ghi chép cho biết rằng một vòng tròn lửa đã tiếp cận Trái Đất từ bầu trời. Các vật thể như có dạng đĩa kỳ lạ xuất hiện ngày một nhiều nhưng cuối cùng đã dần dần biến mất.

## Câu chuyện
Năm 1933, Alberto Tulli, người phụ trách bộ phận Ai Cập học của Bảo tàng Vatican, đã phát hiện ra một cuộn giấy cói kỳ lạ nằm trong gian trưng bày đồ cổ của Cairo. Sau khi Alberto Tulli qua đời, cuộn giấy cói được trao gửi lại cho người anh trai của ông. Tuy nhiên, người anh trai của Tulli cũng đã chết ngay sau đó, còn cuộn giấy cói thì bị mất tích. Hai mươi năm sau, nhà Ai Cập học người Ý Boris de Rachewiltz tuyên bố rằng ông đã phát hiện được bản nguyên gốc của cuộn giấy cói, trong đó có trích đoạn được tạm dịch từ chữ tượng hình có nội dung như sau:
| “ | Ngày 22, tháng thứ ba của mùa đông, giờ thứ sáu trong ngày […] một trong số các nhà biên niên (người ghi chép sử sách) của cuốn sách “The House of Life” (Ngôi nhà của sự sống) đã phát hiện một “đĩa lửa” kỳ lạ đang tiến đến từ trên bầu trời. Nó không có đầu. Hơi thở từ miệng nó phát ra một mùi hôi khó chịu. Thân thể của nó dài khoảng 50 mét và rộng 5 mét. Nó không có tiếng nói. Nó tiến về phía ngôi nhà của quốc vương. Tâm trí của họ trở nên bối rối, họ tự đánh vào bụng của mình. Họ [đi] báo cáo lại với pharaon. Pharaon [ra lệnh rằng] hãy tra cứu trong biên niên sử “The House of Life”. Nhà vua suy ngẫm về tất cả những sự việc đang diễn ra. Sau nhiều ngày trôi qua, chúng xuất hiện trên bầu trời nhiều hơn bao giờ hết. Chúng tỏa sáng hơn cả ánh Mặt Trời, và mở rộng đến cả bốn góc trời […] Quân lính và pharaon cùng nhau quan sát. Sau bữa ăn tối, chiếc đĩa bay lên cao trên bầu trời về phía nam. Cá và các sinh vật phù du khác trút xuống từ bầu trời, một điều kỳ lạ chưa từng biết đến kể từ khi xây dựng đất nước. Pharaon truyền lệnh dâng hương để xoa dịu trái tim của Amun-Re, vị thần của hai miền đất (tức là thượng và hạ Ai Cập). Và [lệnh] rằng sự kiện này phải được ghi lại trong Biên niên sử The House of Life mãi mãi... | ” |
Sự kiện này được cho diễn ra vào những năm đầu tiên khi Thutmose III trị vì đất nước Ai Cập, khoảng năm 1480 TCN.

## Không thể xác minh
Tulli Papyrus bị cáo buộc có thể chứa lỗi phiên mã, khiến nó không thể kiểm chứng là thật.